# Cryptochironomus stackelbergi
Cryptochironomus stackelbergi är en tvåvingeart som först beskrevs av Maurice Emile Marie Goetghebuer 1933.  Cryptochironomus stackelbergi ingår i släktet Cryptochironomus och familjen fjädermyggor. Inga underarter finns listade i Catalogue of Life.